# 이준성 (밀정)
이준성(李俊聖, 1901년 ~ ?)은 경상남도 울산 출신으로, 일제강점기에 독립 운동가를 경찰에 밀고했다.

## 생애
신상에 대한 자세한 정보는 남아 있지 않다. 1928년 7월에 독립 운동 자금 모집을 위해 만주에서 잠입한 대한통의부 소속 독립 운동가들이 동소문 파출소와 이천의 경찰 주재소를 습격하는 등의 전과를 올린 일명 '장호원 사건'의 밀고자였다.
당시 장호원 사건에는 이수흥이 지도자 격이었으며 유택수와 유남수가 가담했는데, 이준성은 이수흥과 육촌 간이었다. 그는 육촌 동생인 자신의 집에 숨어든 이수홍의 위치를 곧바로 경찰에 밀고하여 세 사람을 체포되게 하였고, 이 가운데 이수흥과 유택수는 결국 사형이 집행되었다.
제1공화국 수립 후 반민족행위특별조사위원회에 체포되었으나 보석으로 풀려났으며 반민특위가 해체되면서 별다른 처벌을 받지 않았다. 1949년 체포될 때의 나이는 48세로 보도되었다. 이수흥에게는 1962년에 건국훈장 독립장이 추서되었다.
2002년 민족정기를 세우는 국회의원모임이 선정한 친일파 708인 명단 중 밀정 부문에 포함되었다.

## 같이 보기
- 이수흥

## 참고자료
- 고원섭 (편) (1949). 〈高等警察 金德基와 그 一行들〉. 《반민자죄상기》. 서울: 백엽문화사.